# Подгор'є Крняцько
45°19′ пн. ш. 15°35′ сх. д. / 45.32° пн. ш. 15.58° сх. д.
Подгор'є Крняцько (хорв. Podgorje Krnjačko) — населений пункт у Хорватії, у Карловацькій жупанії у складі громади Крняк.

## Населення
Населення за даними перепису 2011 року становило 48 осіб.
Динаміка чисельності населення поселення: